# Kishio Hirao
Kishio Hirao (平尾 貴四男, Hirao Kishio), né le 8 juillet 1907 dans le district de Nihonbashi de Tokio (de nos jours arrondissement Chūō) - mort le 15 décembre 1953, est un compositeur japonais.
Hirao commence à étudier la médecine à l'Université Keiō et suit des cours de littérature allemande. Il étudie également l'harmonie et le solfège auprès de Ryūtarō Hirota et Satoru Ōnuma. Puis il se rend à Paris où il étudie l'harmonie et le contrepoint ainsi que la flûte à la Schola Cantorum de Paris et jusqu'en 1936 la composition à l'École César Franck. Achille Philip et Guy de Lioncourt comptent parmi ses professeurs.
Parmi les compositions les plus connues de Hirao figurent une sonate pour flûte et piano (1941), un quintette à vent (1950) et une sonate pour hautbois, créée en 1951. Son élève le plus célèbre est Tsuna Iwami (de), émigré en Amérique du Sud au milieu des années 1950.

## Œuvres
- Sonate pour flûte et piano, 1941
- Kinuta, poème symphonique, 1942
- Berceuse pour violon et piano, 1945
- Sonate pour violon et piano, 1947
- Sonate pour piano, 1948
- Trio pour flûte, violon et piano, 1949
- Quintette pour flûte, hautbois, clarinette, cor et basson, 1950
- Suite Fantasque pour ensemble de chambre, 1950
- Sonate pour hautbois et piano, 1951

## Source de la traduction
- (de) Cet article est partiellement ou en totalité issu de l’article de Wikipédia en allemand intitulé « Hirao Kishio » (voir la liste des auteurs).